# محوطه شور تپه بایقوت
محوطه شور تپه بایقوت مربوط به عصر مس است و در شهرستان ملکان، بخش مرکزی، دهستان گاودول غربی، روستای بایقوت واقع شده و این اثر در تاریخ ۲۷ بهمن ۱۳۸۷ با شمارهٔ ثبت ۲۴۷۷۶ به‌عنوان یکی از آثار ملی ایران به ثبت رسیده است.